# Elena Gorolová
Elena Gorolová (* 2. ledna 1969) je romská lidskoprávní aktivistka a sociální pracovnice. Věnuje se osvětě o protiprávních sterilizacích romských žen a více než 15 let bojovala za jejich odškodnění od státu.

## Rodina a práce
Vyrůstala v Ostravě s rodiči a mladším bratrem. Vyučila se kovoobráběčkou na středním odborném učilišti a poté začala pracovat jako dělnice ve Vítkovických železárnách. S manželem vychovali dva syny. Když už byly děti větší, doplnila si dálkově středoškolské vzdělání v oboru asistent pedagoga. Pracuje v ostravské neziskové organizaci Vzájemné soužití jako terénní sociální pracovnice s rodinami, kterým hrozí odebrání dětí orgánem sociálně-právní ochrany dětí nebo které mají problémy se školní docházkou.

## Nedobrovolná sterilizace a boj za odškodnění
V roce 1990 byla po porodu svého druhého syna nedobrovolně sterilizována. Poté se na teletextu dozvěděla o spolku žen, které byly taktéž nedobrovolně sterilizovány, a s tímto spolkem začala spolupracovat, později se stala jeho mluvčí. Na základě jejich podnětu se problematikou nedobrovolných sterilizací romských žen zabýval ombudsman, tehdy Otakar Motejl. Ten v prosinci 2005 dospěl k závěru, že tyto praktiky byly prováděny především v letech 1973–1991. Poslední známý případ nedobrovolné sterilizace v České republice je z roku 2010. V roce 2009 se česká vláda za nedobrovolné sterilizace omluvila. Zákon o odškodnění však parlament schválil až v roce 2021 po dlouhých letech úsilí a zviditelňování problému na české i mezinárodní půdě. Ženy například demonstrovaly před ostravskou nemocnicí, zorganizovaly výstavu a Elena Gorolová o problematice mluvila na konferencích a v mezinárodních institucích, mimo jiné i v OSN v New Yorku ve Výboru pro odstranění diskriminace žen.

## Ocenění
V listopadu 2018 byla Elena Gorolová společností BBC zařazena mezi 100 žen roku 2018.
V roce 2021 získala Cenu Alice Garrigue Masarykové od Velvyslanectví USA v Česku. Společně s ní byly oceněny lidskoprávní aktivistka Gwendolyn Albert a zástupkyně ombudsmana Monika Šimůnková, které se na úspěšném boji za odškodnění také podílely.